# Kjeld Nuis
Kjeld Nuis (ur. 10 listopada 1989 w Lejdzie) – holenderski łyżwiarz szybki, trzykrotny mistrz olimpijski, wielokrotny medalista mistrzostw świata oraz zdobywca Pucharu Świata.

## Kariera
Pierwszy sukces w karierze Kjeld Nuis osiągnął w 2011 roku, kiedy zajął drugie miejsce w biegu na 1000 m podczas dystansowych mistrzostw świata w Inzell. W zawodach tych wyprzedził go jedynie Amerykanin Shani Davis, a trzecie miejsce zajął kolejny Holender, Stefan Groothuis. Wynik ten Nuis powtórzył na rozgrywanych rok później mistrzostwach świata w Heerenveen, ponownie rozdzielając na podium Groothuisa i Davisa. W tej samej konkurencji był też czwarty podczas rozgrywanych w 2013 roku mistrzostw świata w Soczi, gdzie walkę o medal przegrał z Davisem. Był ponadto piąty na sprinterskich mistrzostwach świata w Heerenveen w 2011 roku oraz rozgrywanych trzy lata później mistrzostwach świata w sprincie w Nagano. Podczas dystansowych mistrzostw świata w Heerenveen w 2015 roku był trzeci na dystansie 1000 m, za Shanim Davisem i Rosjaninem Pawłem Kuliżnikowem. W 2016 roku był drugi na 1500 m i trzeci na 1000 m na dystansowych mistrzostwach świata w Kołomnie. Ponadto podczas dystansowych mistrzostw świata w Gangneung w 2017 roku zwyciężył na obu tych dystansach. Następnie zajął trzecie miejsce podczas sprinterskich mistrzostw świata w Calgary.
Wielokrotnie zwyciężał w zawodach Pucharu Świata, na różnych dystansach. Trzykrotnie (2011/2012, 2015/2016 i 2016/2017) zwyciężył w klasyfikacji generalnej PŚ. 